# Asplenium cuneatiforme
Asplenium cuneatiforme är en svartbräkenväxtart som beskrevs av Christ. Asplenium cuneatiforme ingår i släktet Asplenium och familjen Aspleniaceae. Inga underarter finns listade.